# Most Rialto
Most Rialto (italijansko Ponte di Rialto, beneško Ponte de Rialto) je najstarejši od štirih mostov, ki segajo čez Canal Grande v Benetkah v Italiji. Povezuje sestieri (okrožji) San Marco in San Polo. Od svoje prve izgradnje leta 1173 je bil večkrat obnovljen kot pontonski most in je zdaj pomembna turistična atrakcija v mestu.

## Zgodovina
Prvi suhi prehod čez Canal Grande je bil pontonski most, ki ga je leta 1181 zgradil Nicolò Barattieri. Imenoval se je Ponte della Moneta, verjetno zaradi kovnice, ki je stala blizu njenega vzhodnega vhoda.
Razvoj in pomen trga Rialto na vzhodnem bregu je povečal promet na pontonskem mostu, zato ga je leta 1255 nadomestil lesen most. Ta struktura je imela dve rampi, ki sta se združili na premičnem osrednjem delu, ki se ga je dalo dvigniti, kar je omogočilo prehod visokih ladij. Povezava s trgom je na koncu privedla do spremembe imena mostu. V prvi polovici 15. stoletja sta bila ob straneh mostu zgrajena dva niza trgovin. Najemnine so prinašale prihodek državni blagajni, ki je pomagala vzdrževati most.
Vzdrževanje je bilo ključnega pomena za leseni most. Delno je bil požgan v uporu pod vodstvom Bajamonta Tiepola leta 1310. Leta 1444 se je podrl pod težo množice, ki je hitela na ogled poroke markiza iz Ferrare; leta 1524 se je ponovno zrušil.
Zamisel o obnovi mostu v kamnu je bila prvič predlagana leta 1503. V naslednjih desetletjih je bilo obravnavanih več projektov. Leta 1551 so oblasti med drugim zahtevale predloge za obnovo mostu Rialto. Načrte so ponujali znani arhitekti, kot so Jacopo Sansovino, Andrea Palladio in Vignola, vendar so vsi vključevali klasičen pristop z več loki, ki je bil ocenjen kot neprimeren situaciji. Michelangelo je tudi veljal za oblikovalca mostu.
Sedanji kamniti most, ki ga je zasnoval Antonio da Ponte, se je začel graditi leta 1588 in je bil dokončan leta 1591. Podoben je lesenemu mostu, ki ga je nasledil Dve rampi vodita do osrednjega portika. Na obeh straneh portika pokrite rampe nosijo vrste trgovin. Inženiring mostu je veljal za tako drznega, da je arhitekt Vincenzo Scamozzi napovedal bližnjo porušitev. Most je kljuboval kritikom in postal ena od arhitekturnih ikon in vrhunskih turističnih znamenitosti v Benetkah.

## V literaturi
V pesmi Roberta Browninga A Toccata of Galuppi's se je imenoval Shylockov most.

## V popularni kulturi
V Leverkusnu so most, zgrajen s trgovinami na območju cone za pešce, po beneškem izvirniku poimenovali Rialto Boulevard.

## Galerija
- Vittore Carpaccio, Čudež križa pri Rialtu, prikazuje most okoli leta 1496
- Il corso dei tori e la gara delle carriole a Rialto, Gabriele Bella
Pinacoteca Querini Stampalia
- Giuseppe Graziosi, Rialto, okoli 1925, Modena, Gipsoteca "Giuseppe Graziosi"
- Most Rialto ponoči
- Notranje stopnišče na strani San Marco
- Most od blizu
- Relief sv. Marka